# 가지 와타루 사건
카지 와타루 사건(鹿地亘事件)은 소설가 카지 와타루(鹿地亘)가 1951년부터 1952년까지 1년간 일본 미군정 참모 제1부의 첩보 기관인 캐논 기관에 납치·감금당한 사건이다. 그냥 카지 사건(鹿地事件)이라고도 한다.
1951년 11월 25일 오후 7시경, 카지는 후지사와시(藤沢市) 구게누마(鵠沼)의 자택 근처를 산보하던 중, 군용차에서 튀어나온 몇 사람의 미군들에게 돌연 얻어맞고 쓰러져 그대로 차로 납치당한 뒤, 당시 캐논 기관이 접수해서 사용하고 있던 구 이와사키 별택 등지에 감금당했다. 감금 장소는 후지사와(藤沢)나 오키나와(沖縄) 등 미군 시설을 점점이 돌아가면서 바뀌었다.
1951년 11월 29일, 카지는 가와사키 현으로 끌려가 거기 감금되었다. 감시역이었던 일본인 청년 야마다 젠지로가 그를 불쌍하게 생각해 카지의 가족과 우치야마 간조 등에게 연락을 취했다. 야마다는 그 뒤로도 그런 식으로 카지의 심부름을 해 주었다. 12월이 되자 카지는 갑자기 오키나와로 연행되었다. 감금 중, 소련의 스파이가 아니냐는 집요한 추궁을 받았고, 그에 더해 미국측의 이중 스파이가 되라고 강요당했다. 12월 2일, 심문을 견디지 못한 카지는 샹들리에에 허리띠를 매달고 거기 목을 매었다. 그러나 자살은 실패했고, 이번에는 옆에 있던 크레졸을 들이마시고 음독 자살을 기도했다. 이번에도 실패했다. 카지는 캐논 기관에서 캐논 소령의 강요로 ‘외국인을 만나 ‘미하시 아무개’에게 정보를 중개했다’는 진술서를 썼다.
1952년, 감시역인 일본인 청년이 가족들의 의뢰를 받은 좌파사회당의 이노타마 고조(猪俣浩三) 국회의원 등이 카지의 석방을 위해 노력했고, 그것이 보도되기에 이르러 카지는 12월 8일에 집으로 돌아갔다.
이 사건은 중의원 법무위원회에서 다루어졌고, 카지는 풀려난 직후인 1952년 12월 10일에 증인 환문되어 사건에 대해 증언했다. 카지는 당시 전파법 위반으로 검거된 스파이 미하시 마사오와 대질 심문을 받았다. 미하시가 카지가 자신의 동료라고 주장한 데 비해, 카지는 끝까지 너 같은 것 모른다고 잡아뗐다. 미하시의 집에서는 허술한 H형 안테나가 발견되었는데, 이것은 발표용 대용물에 지나지 않았다. 미하시는 카지 이전에 사사키 가쓰미 대령이 스파이단의 연락책이었다고 주장했다. 사사키 대령은 1950년 8월 30일에 납치·고문당한 뒤 같은 해 11월에 목을 매 숨진 사람이다. 결국 법무 위원회는 애매하게 사건을 마무리지었다. 미하시는 전파법 위반으로 복역했고 카지는 입원 등으로 재판이 연기되었다.
카지는 1936년에 고베를 통해 중국으로 건너가 루쉰과 만나 지냈고, 전쟁이 일어나자 쑨원의 미망인 쑹칭링, 궈모뤄와 함께 충칭으로 피해 그곳에서 대일 프로파간다를 수행한 적이 있었다. 이때 카지와 함께 대일 공작을 한 아오야마 가즈오의 증언에 따르면 카지는 OSS에 충성 각서를 쓰고 OSS원이 된 적이 있다. “충칭에서 했던 것처럼 미국에 다시 협력하라고 강요받았다”(重慶の時のように、アメリカに協力するように強要された)고 증언한 것으로 보아, 미국과 소원해지고 소련에 가까워진 카지를 다시 협력자로 만들기 위해 납치했다는 견해도 있다. 후에 카지는 사건의 상제 사항을 적은 《모략의 고발》(謀略の告発)을 발표했다.
카지가 캐논 기관에서 풀려날 수 있었던 것은 순전히 캐논 기관측의 실수와 그로 인해 일본의 여론이 일어났기 때문이었다. 그렇지 않았다면 카지는 사사키 가쓰미처럼 의문사를 당했을 지도 모른다. 카지 사건의 공작 실패로 캐논 기관은 그 정체가 민간에 드러났고, 해체되었다.

## 같이 보기
- 스파이
- 캐논 기관

## 참고 자료
- 마쓰모토 세이초 저, 《일본의 검은 안개 下》 한국어판, 2012년 모비딕 출판. ISBN 9788976966247